# Monte Patria

Position de Monte Patria (en rouge) au sein de la Région de Coquimbo.

Pour les articles homonymes, voir Patria.
Monte Patria est une  ville et une commune du Chili de la province de Limarí, elle-même située dans la région de Coquimbo. En 2016, sa population s'élevait à 30 056 habitants. La superficie de la commune est de 4 366 km2 (densité de 7 hab./km2).
La commune se trouve dans le centre du Chili à non loin d'Ovalle la capitale de la province de Limarí. Sur son territoire essentiellement montagneux se trouve le réservoir de Paloma. qui se trouve au débouché d'un système de 5 vallées dans lesquelles coulent respectivement le Río Grande, le Río Ponio, le Río Huatulame, le Río Rapel et le Río Mostazal. Le climat est semi-aride avec des précipitations comprises entre 150 et 280 mm qui se produisent principalement entre juin et septembre. En 2002 plus de la moitié de la population était rurale. L'activité économique est essentiellement agricole : élevage de chèvres, vergers, vignes, production de légumes et de plantes fourragères,.

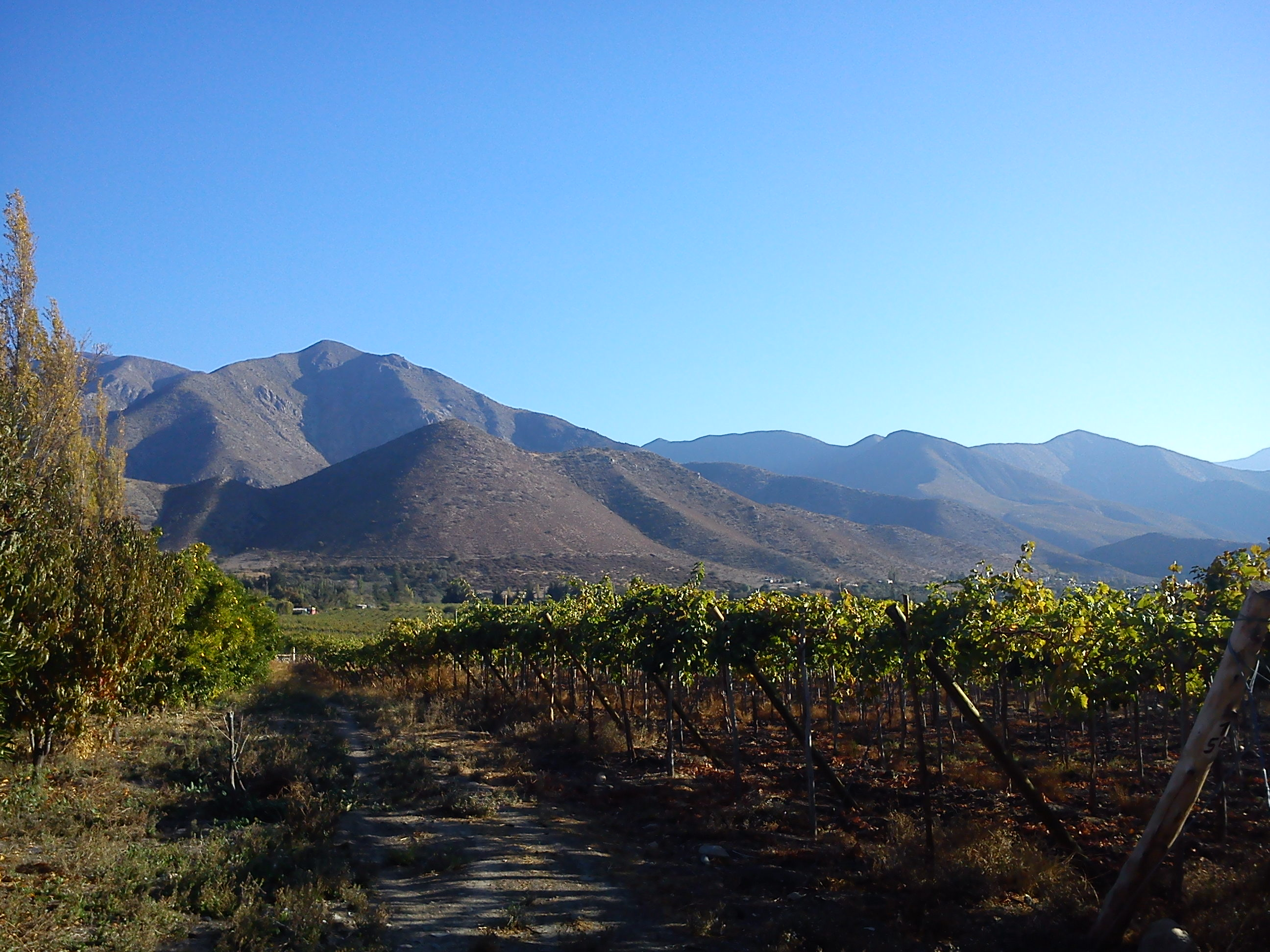
Plantations
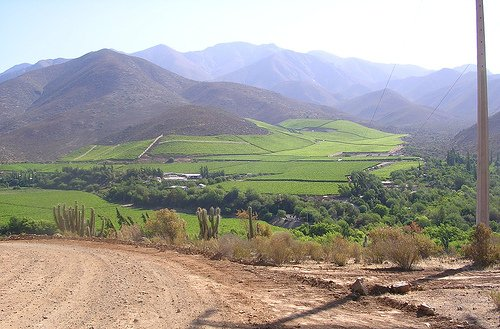
Plantations
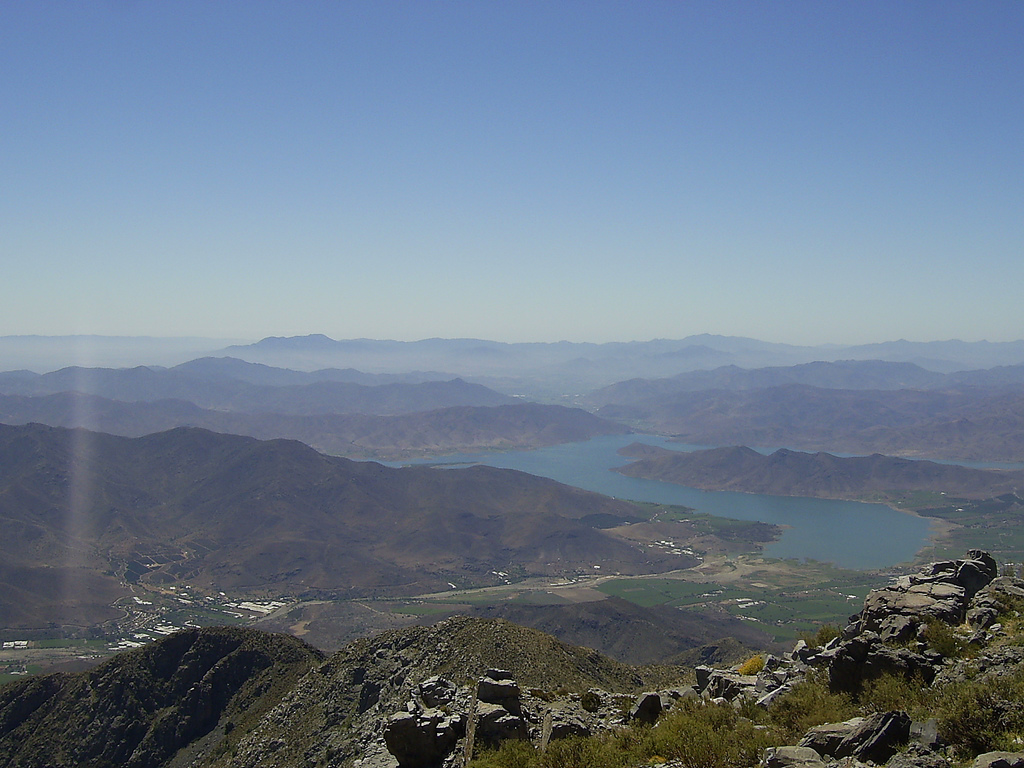
Réservoir de La Paloma